# جیمز تی. فارلی
جیمز تی. فارلی (به انگلیسی: James Thompson Farley) سناتور سابق عضو حزب دموکرات ایالات متحده آمریکا بود. وی در سال ۱۸۷۹ تا ۱۸۸۵ میلادی سناتور ایالت کالیفرنیا در سنای ایالات متحده آمریکا بود.